# Список храмов Старорусского района Новгородской области
Список включает в себя только существующие (на февраль 2012 года) как древние так и современные храмовые постройки, расположенные на территории Старой Руссы и Старорусского района Новгородской области. Часовни, молельные дома, приспособленные под церковь здания в него не входят. Возможна сортировка списка.
| Местонахождение                                                         | Название                                       | Год постройки       | Фотография | Статус/состояние                       |
| ----------------------------------------------------------------------- | ---------------------------------------------- | ------------------- | ---------- | -------------------------------------- |
| деревня Бакочино                                                        | церковь Великомученицы Анастасии               | 2000                |            | действующая                            |
| деревня Буреги                                                          | Воскресенский собор с колокольней              | 1764                |            | руины                                  |
| деревня Буреги                                                          | церковь Николая Чудотворца                     | 12222               |            | руины                                  |
| деревня Борисово                                                        | церковь Покрова Божией Матери с колокольней    | 1855                |            | действующая                            |
| деревня Большой Ужин                                                    | Всехсвятская церковь с колокольней             | XV век — 2002 г.    |            | действующая                            |
| деревня Леохново                                                        | церковь Спаса Преображения                     | 1764                |            | действующая                            |
| Николо-Косинский монастырь                                              | церковь Варлаама Хутынского                    | 1880                |            | полуразрушенное состояние              |
| деревня Нагово                                                          | церковь Церковь Иоанна Богослова с колокольней | 2013                |            | действующая                            |
| Николо-Косинский монастырь                                              | церковь Николая Чудотворца                     | 1440—1460 гг.       |            | действующая                            |
| деревня Рублёво                                                         | церковь Антония Леохновского                   |                     |            | действующая                            |
| Старая Русса, ул. Возрождения, 1                                        | Воскресенский собор с колокольней              | 1696                |            | действующий                            |
| Старая Русса, Спасо-Преображенский монастырь                            | Спасо-Преображенский собор                     | 1198                |            | Краеведческий музей                    |
| Старая Русса, ул. Георгиевская, 26                                      | церковь Георгия Победоносца                    | 1410                |            | действующая                            |
| Старая Русса, Александровская ул., 14                                   | церковь Иконы Божией Матери Старорусская       | 1888—1891           |            | перестроена (Детская спортивная школа) |
| Старая Русса, перекрёсток Георгиевской ул. (д. 44) и Писательского пер. | церковь Мины Мученика                          | около 1410—1420 гг. |            | реставрируется                         |
| Старая Русса, ул. Красных Командиров, 8                                 | Никольская церковь                             | 1371                |            | Действующая (старообрядческая)         |
| Старая Русса, Спасо-Преображенский монастырь                            | церковь Рождества Христова                     | ок. 1630            |            | Краеведческий музей                    |
| Старая Русса, Спасо-Преображенский монастырь                            | церковь Сретения с трапезной                   | ок. 1630            |            | Краеведческий музей                    |
| Старая Русса, ул. Фрунзе                                                | церковь Святой Троицы                          | 1680                |            | действующая                            |
| Старая Русса, Спасо-Преображенский монастырь                            | храм «под колоколы» (колокольня)               | ок. 1630            |            | Краеведческий музей                    |